# Pottendorf
Pottendorf – gmina targowa w Austrii, w kraju związkowym Dolna Austria, w powiecie Baden. Według danych Austriackiego Urzędu Statystycznego liczyła 6 469 mieszkańców (1 stycznia 2014).